# 13 dita
13 dita è il primo album di Giovanni Allevi del 1997.

## Tracce
1. Il nuotatore – 3:15
2. Parole – 3:17
3. Cassetto – 5:46
4. Scherzo nº1 – 4:22
5. Room 108 – 3:10
6. Sogno di Bach – 2:05
7. Improvviso nº1 – 3:24
8. Facoltà di filosofia – 3:57
9. Toccata in 10/16 – 2:35
10. Japan – 3:13
11. Volo sul mondo – 2:47
12. Anelli – 4:32
13. Stella – 3:27
14. Carta e penna – 3:14
15. L'ape e il fiore – 3:19